# 拉瓦比
拉瓦比是首座由巴勒斯坦人为自己在约旦河西岸建造的计划城市，被称为巴勒斯坦的“龙头企业”，位于比尔宰特和拉姆安拉附近。计划建造6000个单元，25000至60000人口。